# Vouhenans
Vouhenans település Franciaországban, Haute-Saône megyében. Lakosainak száma 381 fő (2022. január 1.). Vouhenans Magny-Vernois, Les Aynans, Gouhenans, Lure, Moffans-et-Vacheresse, Le Val-de-Gouhenans, La Vergenne és Vy-lès-Lure községekkel határos.

## Népesség
A település népessége az elmúlt években az alábbi módon változott:
| Lakosok száma | 374  | 361  | 376  | 371  | 376  | 379  | 381  | 382  | 381  |
|               | 2013 | 2015 | 2016 | 2017 | 2018 | 2019 | 2020 | 2021 | 2022 |